# Rosslare Europort
Il Rosslare Europort (in irlandese Calafort Ros Láir) è un moderno porto situato a Rosslare Harbour, nella contea di Wexford in Irlanda, all'estremità sudorientale della costa irlandese. Vi attraccano traghetti merci e passeggeri da e per il Galles e la Francia.
Il porto, in precedenza chiamato Rosslare Harbour, è gestito dalla Iarnród Éireann, operatore nazionale ferroviario, che garantisce inoltre collegamenti diretti con Waterford e la stazione dublinese Connolly grazie alla vicina stazione ferroviaria, la stazione di Rosslare Europort, distante appena 1 km.

## Dettagli
Il porto consta di quattro attracchi. I traghetti passeggeri viaggiano sulle tratte da e per Fishguard e Pembroke Dock in Galles, così come quelle verso Cherbourg e Roscoff in Francia. Il servizio merci opera invece principalmente in rapporto con Le Havre, sempre in Francia, per quanto dal 19 settembre questo tipo di servizio sarà re-indirizzato verso Cherbourg.
Un battello di salvataggio della RNLI per ogni condizione atmosferica è in servizio nel porto, e l'elicottero della Guardia Costiera di stanza all'aeroporto di Waterford garantisce le operazioni di salvataggio aereo.,.
È inoltre presente una stazione meteorologica nelle adiacenze del porto, gestita dalla Met Éireann
Il porto è stato utilizzato come scalo per le turbine eoliche di passaggio per la costruzione della "fattoria del vento" voluta dalla Arklow Bank.
Il porto accoglie anche le navi che trasportano nuove macchine all'interno della nazione. Nel Rosslare Harbour Village sono visibili i grani magazzini delle compagnie che si dedicano a questo genere di import/export.
L'area del porto è largamente costruita su terreni bonificati. Le opere di bonifica continuarono fino ai tardi anni novanta, quando la parte nord-occidentale del porto fu costruita utilizzando una scavatrice drenante. L'ammodernamento delle strutture è continuato riflettendo la diminuzione del numero dei passeggeri senza vettura al seguito e l'aumento delle automobili trasportate dai traghetti.
La struttura del terminal include un bar-ristorante, autonoleggi, un negozio e gli uffici delle compagnie navali operanti nel porto. Un binario ferroviario occupa parte dell'edificio e i bus per Wexford, Dublino, Cork e Limerick partono proprio davanti al terminal.
Il porto soffre per l'esposizione al clima Atlantico orientale lungo tutto l'arco dell'anno. Questo fattore spesso causa ritardi alle navi in partenza e in arrivo al porto, specialmente alle imbarcazioni di tipo veloce.
Il divieto di vendita di beni Duty free all'interno dell'Unione europea ha enormemente impoverito il porto. Durante gli ultimi anni di disponibilità di alcolici e sigarette Duty Free a bordo delle navi, escursioni giornaliere in Galles erano molto popolari. La gente poteva godere della novità di una breve crociera e allo stesso tempo fare rifornimento di alcolici e sigarette a basso prezzo per il loro uso domestico. La fine del Duty Free e la continua diminuzione delle tariffe delle compagnie aeree verso il Regno Unito hanno visto il declino del numero di passeggeri senza vettura al seguito da e verso Rosslare. Escursioni al parco divertimenti di Oakwood attraggono ancora viaggiatori durante i mesi estivi.
Il trasporto merci è estremamente importante per Rosslare Europort. Ogni anno un grande ammontare di merci passano attraverso Rosslare in entrata dal Regno Unito ed il continente, unicamente per essere spostate su altre navi in uscita per essere esportate in altri paesi. La maggior parte delle merci viaggiano in container da 12 metri.